# Осиківська сільська рада (Старобешівський район)
| Осиківська сільська рада — колишній орган місцевого самоврядування у Старобешівському районі Донецької області з адміністративним центром у c. Осикове. Сільській раді підпорядковані населені пункти: - c. Осикове |

## Склад ради
Рада складається з 16 депутатів та голови.

## Керівний склад сільської ради
| ПІБ                     | Основні відомості                                                                       | Дата обрання | Дата звільнення |
| ----------------------- | --------------------------------------------------------------------------------------- | ------------ | --------------- |
| Суєтов Валерій Павлович | Сільський голова, 1951 року народження, освіта, безпартійний                            | 26.03.2006   | 31.10.2010      |
| Суєтов Валерій Павлович | Сільський голова, 1951 року народження, освіта середня спеціальна, член Партії регіонів | 31.10.2010   |                 |

Примітка: таблиця складена за даними джерела